# Bucheon (métro de Séoul)
Pour l’article homonyme, voir Bucheon.
Bucheon (hangeul : 부천 ; hanja : 富川, sous nommée (Université de Bucheon)) est une station de passage de la ligne 1 du métro de Séoul. Elle est située au 1 Bucheon-ro, dans le quartier Simgokbon-dong de l'arrondissement Sosa-gu de la ville de Bucheon, incluse dans la province de Gyeonggi, à l'ouest de Séoul, en Corée du Sud.
La gare d'origine ouvre en 1899 et la station de métro en 1974. Elle est desservie par les rames des services omnibus et express de la ligne 1.

## Situation sur le réseau

Plan du réseau (2023)

Établie en aérien Bucheon est une station de passage de la ligne 1 du métro de Séoul : elle est située entre la station Sosa, en direction du terminus nord-est Yeoncheon, et la station Jung-dong, en direction du terminus ouest Incheon,.

## Histoire

### Gare ferroviaire
La gare d'origine, dénommée Sosa, est ouverte le 18 septembre 1899 sur la ligne Gyeongin (ko),,.
En 1951, pendant la guerre de Corée, l'Organisation des Nations unies (ONU) construit un embranchement sur la ligne Gyeongin, à proximité de la gare, pour desservir en matériel de construction puis en transports militaires et notamment pétrolier, l'aéroport de Gimpo. Long de 9,2 km, nommé ligne Gimpo, l'embranchement est mis en service le 20 août 1951,.
La gare est renommée Bucheon le 1er juillet 1973,,. La ligne Gimpo est fermée la 10 août 1980, lorsque le transport ferroviaire de carburant est remplacé par un transport routier,.

### Station de métro
Un nouveau bâtiment est mis en chantier en avril 1974, il est achevé peu avant l'ouverture de la station de métro Bucheon le 15 août 1974, sur la section ligne Gyeongin (ko) de la nouvelle ligne 1 du métro de Séoul,.
Le bâtiment de la station privée est mis en chantier en 1993, la partie station du métro est ouverte au service le 1er juillet 1999,.

## Services aux voyageurs

### Accès et accueil
La station est située au 1 Bucheon-ro, dans le quartier Simgokbon-dong. Elle dispose de cinq bouches numérotées de 1 à 5.

### Desserte
Bucheon, est desservie par les rames de services omnibus et express de la ligne.

Installations
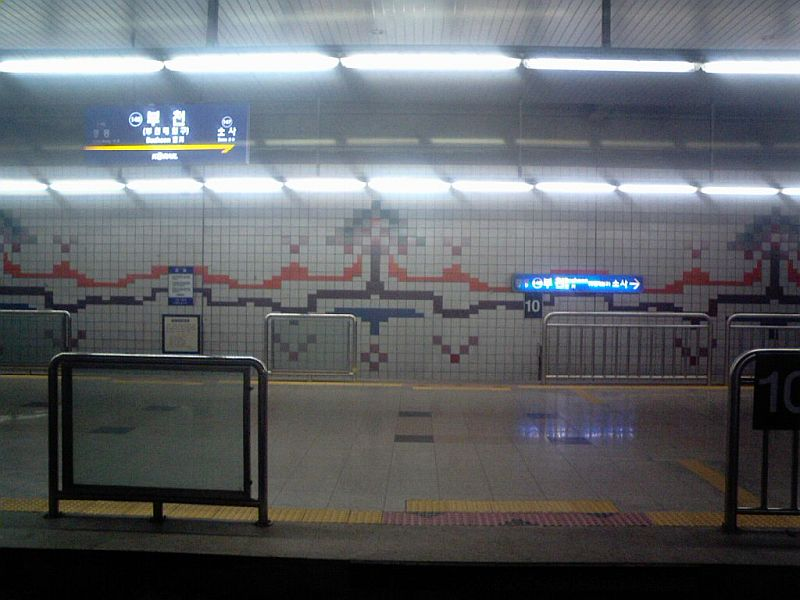
En 2009.
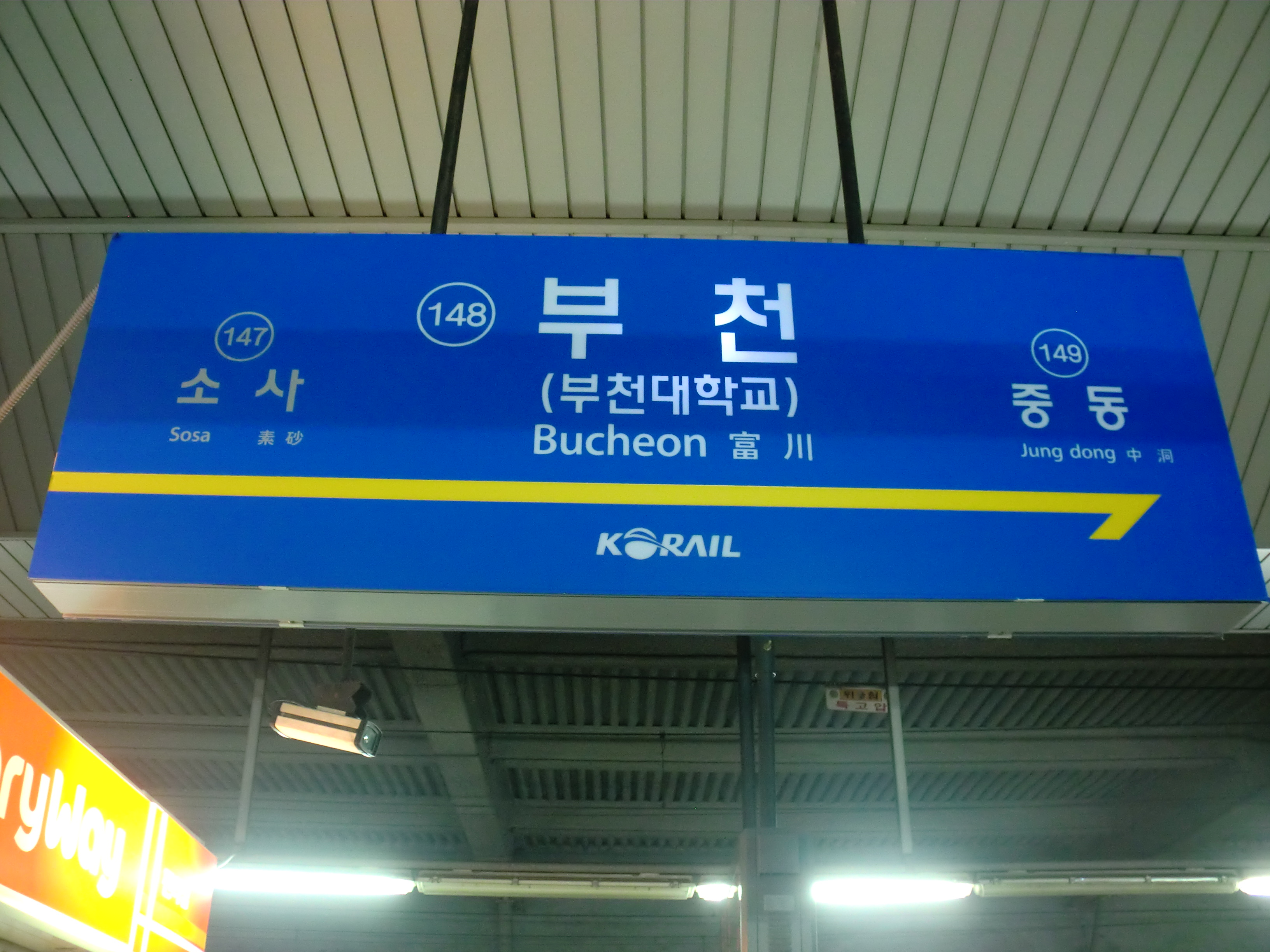
En 2014.
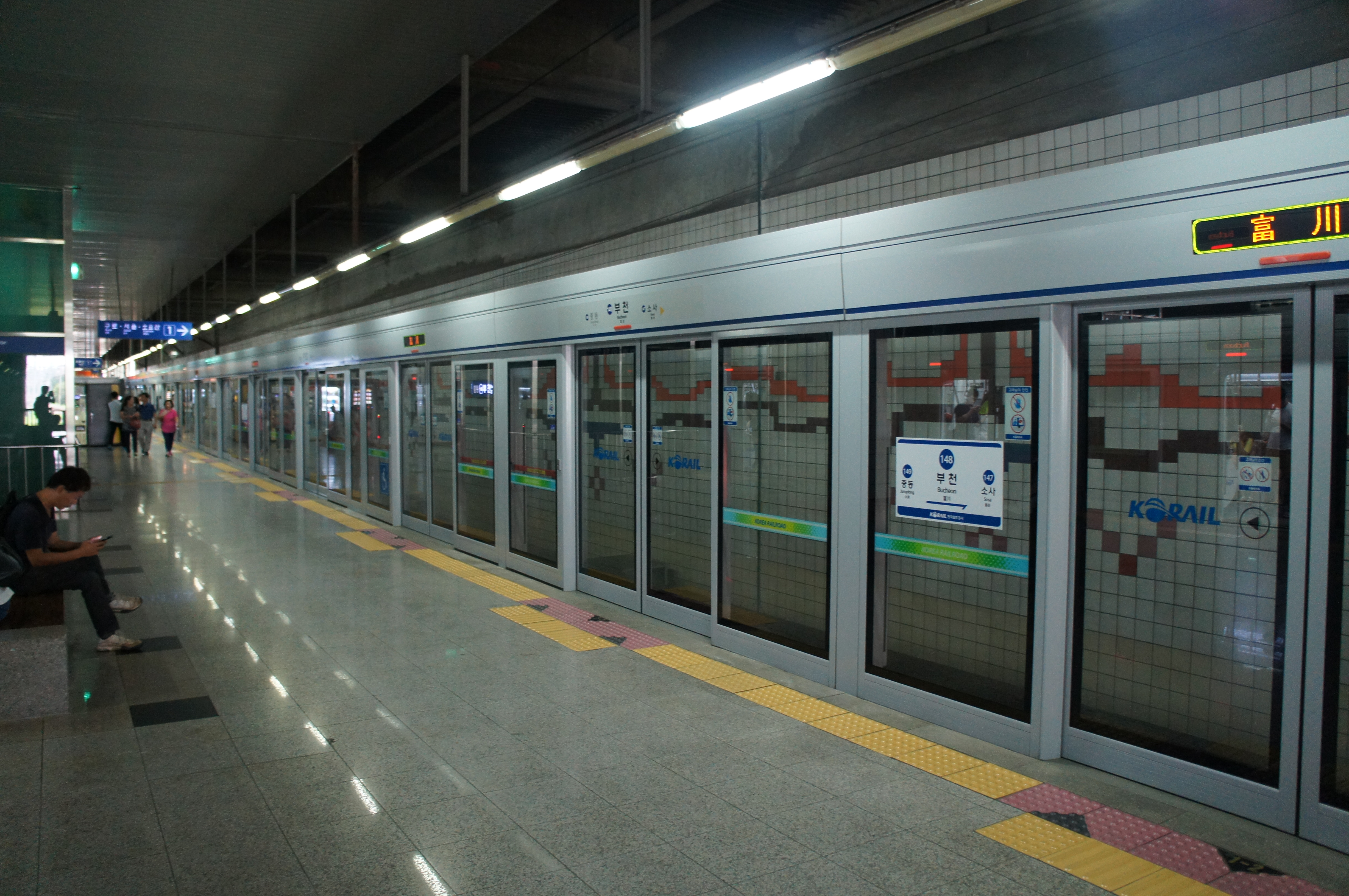
En 2014.

### Intermodalité
Au sud de la station, il y a des arrêts de bus pour les bus en partance pour Siheung.

## À proximité
Elle dessert notamment le parc écologique naturel de Bucheon.